# Eerste Divisie
Eerste Divisie je nogometna liga u Nizozemskoj i predstavlja drugi jakosni razred nizozemskog nogometa. U ligi se natječe 20 klubova, te se igra 36 kola. Posljednjeplasirani klub na kraju sezone izravno ispada u Tweede Divisie. S Eredivisie i Tweede Divisiepovezana je sustavom plasiranja i ispadanja. 
Danas se zbog sponzorskih razloga zove Keuken Kampioen Divisie, a prije je nosila sponzorovo ime Jupiler League.

## Sustav natjecanja
Prvak i doprvak koncem sezone izravno se plasiraju u Eredivisie. Sedam preostalih klubova ulazi u Nacompetitie [ˈnaːkɔmpəˌti(t)si], doigravanje za plasiranje/ispadanje u koji ulazi i 16. sastav iz Eredivisie. Sljedeći sastavu ulaze u Nacompetitie:
- Klub s najboljim rezultatom u 1. razdoblju (1. – 8. kolo).
- Klub s najboljim rezultatom u 2. razdoblju (9. – 16. kolo).
- Klub s najboljim rezultatom u 3. razdoblju (17. – 24. kolo).
- Klub s najboljim rezultatom u 4. razdoblju (25. – 32. kolo).
- Preostala dva mjesta pune dva najbolje plasirana kluba koja nisu već ušla u Nacompetitie ili se izravno plasirala u Eredivisie, u suprotnom pravo stječe sljedeća momčad na ljestvici.

## Povijest
Natjecanje je osnovano 1956. godine. Od sezone 1971./72. do 2007./2009. klubovi nisu mogli ispasti u niži razred. Od sezone 2009./10. nadalje, najslabiji ispada u Hoofdklasse (tada glavnu amatersku ligu nizozemskog nogometa). Od sezone 2010./11. do 2015./16., KNVB je uveo treći i najviši amaterski razred natjecanja zvan Topklasse, i klubovi iz Hoofdklasse mogli su se plasirati u tu novu ligu.
Prije sezone 2008./09., klubovi iz Hoofdklasse nisu se mogli plasirati pribavljanjem profesionalne licencije. S druge strane klub ako je bankrotirao ili izgubio licenciju mogao je doći do toga d anapusti profesionalni nogomet. Posljednji klubovi koji seu tako napustili profesionalni nogomet su FC Wageningen i VCV Zeeland 1992. godine i recentnije HFC Haarlem i RBC Roosendaal, koji su bankrotirali siječnja 2010. i lipnja 2011. respektivno. Najrecentniji dodatci ligi su AGOVV Apeldoorn iz 2003. i FC Omniworld 2005., čime je liga proširena na 19 odnosno 20 klubova. No, sezone 2010./11. liga se vratila na format od 18 klubova, kad je HFC Haarlem bankrotirao te FC Oss ispao u novoformiranu ligu Topklasse. Sezona 2012./13. okončala je sa 16 klubova nakon što su bankrotirali AGOVV i SC Veendam. Četiri momčadi dodane su ligi da bi se opet došlo na format od 20 momčadi 2013. godine. Achilles '29 se plasirao iz Topklasse, skupa s pričuvnim sastavima Ajaxa, FC Twentea i PSV-a.
Od sezone 2016./2017. postoji opcijsko ispadanje u treći razred, amatersku Tweede Divisie. Klubovi u Tweede Divisie moraju najaviti polovicom sezone ako žele biti eligibilni za plasman. Samo ako jedan od tih klubova pobijedi u Tweede Divisie je momčad koja je ispala iz Eerste Divisie.
Sezona 2019./20. prekinuta je zbog pandemije COVID-19 i zatim je odlučeno da nitko neće ispasti niti će se itko plasirati u viši razred.

## Prvaci
| Sezona      | Prvak                          | Doprvak                    |
| ----------- | ------------------------------ | -------------------------- |
| 1956./57.   | ADO / Blauw Wit                | Alkmaar '54. / Stormvogels |
| 1957./58.   | Willem II / SHS                | DFC / Stormvogels          |
| 1958./59.   | FC Volendam / Sittardia        | Leeuwarden / Stormvogels   |
| 1959./60.   | GVAV / Alkmaar '54.            | Vitesse / DFC              |
| 1960./61.   | FC Volendam / Blauw Wit        | De Volewijckers / DHC      |
| 1961./62.   | Heracles / Fortuna Vlaardingen | Excelsior / DHC            |
| 1962./63.   | DWS                            | Go Ahead                   |
| 1963./64.   | Sittardia                      | Telstar                    |
| 1964./65.   | Willem II                      | USV Elinkwijk              |
| 1965./66.   | Sittardia                      | Xerxes                     |
| 1966./67.   | FC Volendam                    | NEC                        |
| 1967./68.   | Holland Sport                  | AZ '67.                    |
| 1968./69.   | SVV                            | HFC Haarlem                |
| 1969./70.   | FC Volendam                    | Excelsior                  |
| 1970./71.   | FC Den Bosch                   | GVAV                       |
| 1971./72.   | HFC Haarlem                    | AZ '67.                    |
| 1972./73.   | Roda JC                        | PEC Zwolle                 |
| 1973./74.   | Excelsior                      | Vitesse                    |
| 1974./75.   | NEC                            | FC Groningen               |
| 1975./76.   | HFC Haarlem                    | FC VVV                     |
| 1976./77.   | Vitesse                        | PEC Zwolle                 |
| 1977./78.   | PEC Zwolle                     | MVV Maastricht             |
| 1978./79.   | Excelsior                      | FC Groningen               |
| 1979./80.   | FC Groningen                   | FC Volendam                |
| 1980./81.   | HFC Haarlem                    | SC Heerenveen              |
| 1981./82.   | Helmond Sport                  | Fortuna Sittard            |
| 1982./83.   | DS '79.                        | FC Volendam                |
| 1983./84.   | MVV Maastricht                 | FC Twente                  |
| 1984./85.   | SC Heracles                    | FC VVV                     |
| 1985./86.   | FC Den Haag                    | PEC Zwolle                 |
| 1986./87.   | FC Volendam                    | Willem II                  |
| 1987./88.   | RKC Waalwijk                   | SC Veendam                 |
| 1988./89.   | Vitesse                        | FC Den Haag                |
| 1989./90.   | SVV                            | NAC Breda                  |
| 1990./91.   | De Graafschap                  | NAC Breda                  |
| 1991./92.   | SC Cambuur                     | BVV Den Bosch              |
| 1992./93.   | VVV-Venlo                      | SC Heerenveen              |
| 1993./94.   | Dordrecht '90.                 | NEC                        |
| 1994./95.   | Fortuna Sittard                | De Graafschap              |
| 1995./96.   | AZ                             | FC Emmen                   |
| 1996./97.   | MVV Maastricht                 | SC Cambuur                 |
| 1997./98.   | AZ                             | SC Cambuur                 |
| 1998./99.   | FC Den Bosch                   | FC Groningen               |
| 1999./2000. | NAC Breda                      | FC Zwolle                  |
| 2000./01.   | FC Den Bosch                   | Excelsior                  |
| 2001./02.   | FC Zwolle                      | Excelsior                  |
| 2002./03.   | ADO Den Haag                   | FC Emmen                   |
| 2003./04.   | FC Den Bosch                   | Excelsior                  |
| 2004./05.   | Heracles Almelo                | Sparta Rotterdam           |
| 2005./06.   | Excelsior                      | VVV-Venlo                  |
| 2006./07.   | De Graafschap                  | VVV-Venlo                  |
| 2007./08.   | FC Volendam                    | RKC Waalwijk               |
| 2008./09.   | VVV-Venlo                      | RKC Waalwijk               |
| 2009./10.   | De Graafschap                  | SC Cambuur                 |
| 2010./11.   | RKC Waalwijk                   | FC Zwolle                  |
| 2011./12.   | FC Zwolle                      | Sparta Rotterdam           |
| 2012./13.   | SC Cambuur                     | FC Volendam                |
| 2013./14.   | Willem II                      | FC Dordrecht               |
| 2014./15.   | NEC                            | FC Eindhoven               |
| 2015./16.   | Sparta                         | VVV-Venlo                  |
| 2016./17.   | VVV-Venlo                      | Jong Ajax                  |
| 2017./18.   | Jong Ajax                      | Fortuna Sittard            |
| 2018./19.   | FC Twente                      | Sparta Rotterdam           |
| 2019./20.   | Bez prvaka i doprvaka.         | Bez prvaka i doprvaka.     |

1 Blauw Wit, De Volewijckers i DWS spojili su se u FC Amsterdam, koji je prestao postojati 1982. Reformiran kao Blauw-Wit Amsterdam, ugašen 2015. godine.

2 Fortuna 54 spojila se sa Sittardiom u FSC, kasnije preimenovan u Fortuna Sittard.

3 ADO spojio se s Holland Sportom u FC Den Haag, kasnije preimenovanim u ADO Den Haag

4 SV SVV (SVV) i Drecht Steden 79 (DS '79) spojili su se u SVV/Dordecht'90. Danas se zove FC Dordrecht.